# Ardisia jefeana
Espèce
Synonymes
- Ardisia obovalifolia Lundell[2]
- Icacorea jefeana (Lundell) Lundell[2]

Statut de conservation UICN

 VU C2a : Vulnérable
Ardisia jefeana est une espèce de plantes à fleurs de la famille des Primulaceae. Originaire de Panama, son statut de conservation est vulnérable d'après l'Union internationale pour la conservation de la nature (UICN).

## Description
Cette espèce a été décrite en 1976 par le botaniste Cyrus Longworth Lundell (1907-1994). En classification classique de Cronquist (1981) et en classification phylogénétique APG II (2003) le genre Ardisia était assigné à la famille des Myrsinaceae.

## Répartition géographique
Cette espèce est originaire du pays suivant : Panama.